# ロシア (オハイオ州)
ロシア（Russia、[ˈruːʃiː]）はアメリカ合衆国オハイオ州シェルビー郡ロラミー郡区にある村。人口640人（2010年国勢調査）。村名の発音は「roo-shee」が正しく、最初の音節にアクセントを置いている。村内には学校が1つ存在、K-12制度をとっている。学校の運動プログラムのマスコットはレイダー。

## 歴史
ロシアの土地を購入したルイス・フィリップスによって設立。1853年に建設されたフィリップスの家は村で初めての家だった。その後、1850年代後半まで入植者が続々現れ、中にはナポレオン・ボナパルトによるロシア帝国との戦争でナポレオンの下で奉仕したフランス語が母語のスイス移民もいた:365。フィリップスは村最初の経営者でもあり、グロサリーを開店、他の入植者もドライグッズや製材業を始め、その製材業は村の主要産業となった。村名の由来は元軍人の入植者がロシア帝国での戦争を記念して名付けられたと伝えられる。
フランス語を話す人々が多かったこの地域には19世紀に入るとアルザスやロレーヌなどからの多くのフランス移民がシェルビー郡南西部やダーク郡北東部に移住してきた。これらの移民はフレンチタウンとベルサイユを設立した。1950年代半ばの頃には住民にローマカトリック教徒が多く、複数の小教区も設立、フランスの守護聖人レミギウスに捧げるログ教会も建設された。1854年6月15日に最初のミサが行われた。新しいレンガ造りの教会が建てられたが、それを小さいと感じた住民いよってより大きな教会が1892年に完成した:367。ロシアは多くあるオハイオ州西部のカトリック教区のある小さな地域の1つで、Land of the Cross-Tipped Churchesとして知られている。

## 地理
ロシアは北緯40度14分5秒 西経84度24分37秒 / 北緯40.23472度 西経84.41028度 (40.234696, −84.410416).に位置する。
村の総面積は0.79平方マイル（(2.05平方キロメートル）、0.78平方マイル(2.02平方キロメートル)が陸地で水面積は0.01平方マイル(0.03平方キロメートル)。

## 行政
- Terence Daugherty – 村長
- Mark Shappie – 村の行政官
- シェルビー郡法執行官
- 村議会
  - Ron Simon – 議長
  - Greg Borchers
  - Mary Jo High
  - Cindy Goubeaux
  - Lawrence Platfoot
  - John Grogean
- Steve Rose – 学校管理者

## 人口統計
村民の平均年収は56,035ドル。

### 2010年国勢調査
2010年の国勢調査では人口640人、224世帯、173家族が住んでいた。人口密度は平方マイル（316.8/km2）あたり820.5人、310.3平方マイル（119.8 / km 2）あたりに平均242の住宅があった。人種構成は99.2％が白人、0.8％が混血、0.2％がヒスパニックまたはラテン系。
44.2％が18歳未満の子供がいて、224世帯あった。65.6％が夫婦で同居、7.6％が独身女性、4.0％が独身男性、 22.8％が単身世帯で21.9％が65歳以上でうち単身世帯が12.1％。平均世帯人数が2.86人、一家族の平均人数は3.34人。
村民の平均年齢は31.6歳。18歳未満が35％、18歳から24歳が8％、25歳から44歳が24％、45歳から64歳が19.8％、65歳以上が13.1％。男女の割合は男性48.4％、女性51.6％。